# Fibroïne

Structure primaire de la fibroïne.

Les fibroïnes de soie sont des protéines de structure, aussi appelées protéines de soie. Elles appartiennent à la famille des protéines fibreuses. Leur structure de base est en feuillet bêta. Ces protéines sont formées de trois acides aminés : l'alanine (A), la glycine (G) et la sérine (S). Ces acides aminés se retrouvent sous forme de chaînes, alternées tout au long de la molécule.
La fibroïne est une protéine insoluble créée par les araignées, les larves de Bombyx mori,, d'autres genres de papillons comme Antheraea, Cricula, Samia et Gonometa, et de nombreux autres insectes.